# Warburg (Familienname)
Warburg ist ein deutscher Familienname.

## Namensträger
- Aby Warburg (1866–1929), deutscher Kunst- und Kulturhistoriker
- Anna Warburg (1881–1967), Pädagogin
- Anne Bie Warburg (* 1953), dänische Schauspielerin
- Bent Warburg (1939–2023), dänischer Schauspieler und Musiker
- Edmund Frederic Warburg (1908–1966), britischer Botaniker
- Emil Warburg (1846–1931), deutscher Physiker
- Eric M. Warburg (1900–1990), deutschamerikanischer Bankier und Politikberater
- Erik Johan Warburg (1892–1969), dänischer Internist
- Eva Warburg (1912–2016), deutsche Kindergärtnerin, Pädagogin, Organisatorin von Hilfsaktionen für verfolgte jüdische Kinder aus Deutschland
- Felix M. Warburg (1871–1937), deutsch-amerikanischer Bankier und Mäzen
- Fredric Warburg (1898–1981), britischer Verleger
- Friedrich Wilhelm von Warburg (1765–1835), preußischer Offizier, zuletzt Generalmajor
- Fritz M. Warburg (1879–1964), Bankier
- Gabriel Warburg (* 1927), israelischer Historiker und Hochschullehrer
- Ingrid Warburg Spinelli (1910–2000), deutsche Philanthropin, Antifaschistin und Sozialistin
- James Warburg (1896–1969), US-amerikanischer Bankier
- Mary Warburg (1866–1934), deutsche Malerin und Bildhauerin
- Max Warburg (1867–1946), deutscher Bankier
- Max Adolph Warburg (1902–1974), deutscher Pädagoge, siehe Quäkerschule Eerde
- Max M. Warburg Jr. (* 1948), deutscher Bankier
- Mette Warburg (1926–2015), dänische Augenärztin
- Moritz Warburg (1810–1886), deutscher Jurist und Politiker
- Moritz M. Warburg (1838–1910), deutscher Bankier
- Moses Marcus Warburg (~ 1763–1830), deutscher Bankier
- Oscar Emanuel Warburg (1876–1937), britischer Naturforscher
- Otto Warburg (Agrarwissenschaftler) (1859–1938), deutscher Agrarbotaniker und Zionist
- Otto Warburg (Biochemiker) (1883–1970), deutscher Mediziner, Biochemiker und Nobelpreisträger
- Paul Moritz Warburg (1868–1932), deutsch-amerikanischer Bankier, Schöpfer der US-Notenbank
- Pius Warburg (1816–1900), deutscher Bankier, Kunstsammler und Mäzen
- Sam Warburg (* 1983), US-amerikanischer Tennisspieler
- Sara Warburg (1805–1884), deutsche Unternehmerin
- Siegmund Warburg (Bankier) (1835–1889), deutscher Bankier
- Siegmund G. Warburg (1902–1982), deutsch-britischer Bankier
- Wulff Salomon Warburg (1778–1854), deutscher Bankier